# Боснийский банат
Боснийский банат (серб. Бановина Босна, хорв. Banovina Bosna) — средневековое боснийское государственное образование, формально являвшееся вассалом венгерского короля. Хотя венгерские короли рассматривали Боснию как часть земель венгерской короны, банат Боснии был де-факто независимым государством на протяжении большей части своего существования.
Большая часть истории баната была отмечена религиозно-политическим противостоянием вокруг местной христианской Боснийской церкви, которую Католическая и Православная церкви, считали еретической.

## Предыстория
По данным византийского императора Константина Багрянородного, сербы появились на Балканах в 1-й половине VII века. Они заняли территории современных Сербии, Черногории, Боснии и Хорватии. После переселения на Балканский полуостров первыми территориальными объединениями у сербов, как и у большинства южных славян, были жупы. Жупы обычно занимали районы, ограниченные течением рек или горами. Их центрами являлись укрепленные поселения или города. Как административные территориальные единицы жупы в дальнейшем стали прочной основой Сербского государства. Однако византийцы все эти земли назвали «склавинии». После расселения славян на Балканах в византийских источниках появляются сведения о множестве склавиний от Салоник до Константинополя, а позднее и о склавиниях, расположенных выше городов на далматинском побережье.

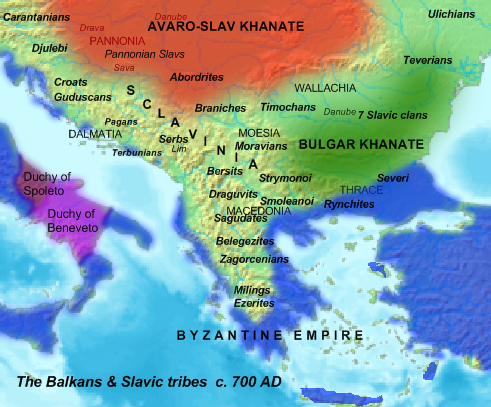
Расселение южнославянских племён в 700 году

Спустя некоторое время после переселения на Балканы сербы сформировали несколько крупных общин, которые затем стали государственными образованиями. Между реками Цетина и Неретва располагалось Неретвлянское княжество, которое византийцы именовали Пагания. Ей принадлежали и острова Брач, Хвар и Млет. Область между Неретвой и Дубровником называлась Захумле. Земли от Дубровника до Бока-Которского залива занимали Травуния и Конавле. Южнее, до реки Бояны, простиралась Дукля, которую позднее стали называть Зетой. Между реками Сава, Врбас и Ибар была Рашка, а между реками Дрина и Босна — Босния. На территориях Боснии и Рашки возникло первое сербское государство — сербское княжество династии Властимировичей.
Вскоре после переселения славян на Балканский полуостров стали создаваться и политические союзы соседних жуп во главе с князьями или банами (в Боснии). Должности жупанов, князей и банов постепенно становились наследственными и закреплялись за отдельными зажиточными и влиятельными родами. Постоянная борьба и военные столкновения этих сравнительно мелких союзов вели к созданию более обширных территориальных объединений. Все эти политические образования находились под верховной властью Византии. Но их зависимость от империи была небольшой и сводилась к уплате дани. Признавая верховную власть Византии, сербы фактически были самостоятельными в политическом отношении.
Распад сербского княжества в середине X века привел к постепенному переходу сербских земель, в том числе и Боснии, под власть Византии. Сразу после смерти сербского князя Часлава Клонимировича жупы Боснии стали самостоятельными. В 968 году Боснию захватил хорватский король Михайло Крешимир II, однако спустя несколько лет византийцы выбили его войска из Боснии и включили её в состав своей империи. В 1025 году умер византийский император Василий, что позволило сербским жупам и гос. образованиям, в том числе Боснии, Рашке и Дукле, стать независимыми.
В XI веке центром сербской государственности стала Дукля, которая в 1082—1085 гг. присоединила и часть Боснии. Её баном был назначен некий Стефан. Однако объединение сербских земель под властью Дукли носило временный характер и не привело к экономической и политической консолидации отдельных областей, к укреплению центральной власти. Земли, входившие в состав Дуклянского королевства, продолжали жить самостоятельной жизнью. Местные князья, жупаны и крупные феодалы были в них полными хозяевами и лишь номинально подчинялись власти королей. Постоянная борьба среди феодалов и членов правящей династии, особенно обострившаяся в начале XII века, ослабляла государственное единство сербов. Вскоре после смерти Бодина (1099 год), а возможно и ранее, от Дукли отпали Травуния, Захумье, Босния и Рашка. При этом Босния некоторое время формально была самостоятельной, однако на протяжении первой половины XII века попеременно попадала в зависимость от Венгрии и Византии и её историческое развитие в дальнейшем пошло самостоятельным путём.

## История
Титул «бан Боснии» (поначалу чисто номинальный) венгерский король Бела II создал в 1136 году для своего малолетнего сына Ласло. В реальности ни Венгрия, ни Византия не имели особой власти над этим периферийным горным регионом, и местные правители пользовались значительной автономией. В 1154 году боснийским баном стал Борич, который привёл войска, чтобы вместе с Белошом (венгерским палатином и хорватским баном) атаковать византийцев в Браничево. В 1166 году византийский император Мануил I Комнин отвоевал Боснию у венгров и назначил баном Кулина. Однако уже в 1183 году Кулин вместе с венгерским королём Белой III, великим жупаном Рашки Стефаном Неманей и правителем Захумья Мирославом Завидовичем воевал против Византии, вновь став венгерским вассалом.
Во время правления Кулина появился первый дошедший до наших дней документ на боснийской кириллице — «Повелья бана Кулина». Также в это время начинаются трения, связанные с Боснийской церковью. В 1203 году Вукан Неманич обвинил Кулина в ереси и официально обратился к римскому Папе. Кулину удалось спасти Боснию от крестового похода, выставив себя правоверным католиком.
После смерти Кулина в 1204 году ему наследовал его сын Стефан. В 1232 году его сбросили богомилы, усадив на трон Матея Нинослава, что вызвало трения с Рашкой. В 1234 году венгерский король Андраш II отдал Боснийский банат своему сыну Коломану. Тем временем законный наследник боснийского трона усорский князь Сибислав (сын смещённого Стефана) начал атаковать Матея Нинослава, надеясь забрать Боснию себе. В 1233 году папским легатом был отстранён от должности епископ Владимир, занимавший кафедру в Дьяковаре (современный хорватский Джяково) из-за впадения в ересь. Новым епископом Дьяковара был назначен Иоганн фон Вильдесхаузен, параллельно он возглавлял кафедру Калочи. Папа признал Коломана законным правителем Боснии, и в 1235 году в Боснию вторглись крестоносцы, ведомые Коломаном и фон Вильдесхаузеном, однако на их сторону встал только Сибислав, а все прочие поддержали Матея Нинослава. Из соседей, однако, Боснию поддержала только Дубровницкая республика, Сербия же не решилась портить отношения с Венгрией и Папой, поэтому в 1240 году Матей Нинослав издал указ о взятии Дубровницкой республики под защиту в случае нападения на неё сербского короля Стефана Владислава. Коломан передал титул бана Боснии дальнему родственнику Матея Нинослава — Приезде.
В 1241 году в Венгрию вторглись монголы. Коломан был вынужден вернуться с войсками и принять участие в битве на реке Шайо. Матей Нинослав воспользовался моментом и восстановил контроль над Боснией, вынудив Приезду бежать в Венгрию. В 1244 году он вмешался в разразившуюся в Хорватии гражданскую войну между Трогиром и Сплитом, приняв сторону Сплита. В 1248 году Матей Нинослав, попросив архиепископа из Венгрии, сумел спасти страну от нового крестового похода.
В 1250 году Матей Нинослав умер, и его сыновья стали бороться за власть, но вмешался венгерский король Бела IV, который усадил на боснийский трон Приезду. Приезда принялся жестоко искоренять боснийскую церковь. В 1254 году Босния присоединилась к войне Венгрии против Сербии и заняла Захумье, но по мирному договору пришлось вернуть эту область Сербии.
После смерти Приезды в 1287 году банатом стали править его сыновья Приезда II и Котороман, разделившие страну между собой, но в 1290 году Приезда II умер, и Босния объединилась вновь. Котороман стал основателем династии Котороманичей, чьи потомки правили Боснией вплоть до конца XIV века.
В 1290 году был убит венгерский король Ласло IV Кун, и началась борьба за венгерский престол. Сначала трон занял Андраш III из династии Арпадов, но сестра убитого Ласло — Мария Неаполитанская — предъявила свои права на престол, а затем передала их сыну Карлу Мартеллу Анжуйскому, эти претензии были поддержаны римским папой Николаем IV. На территории Венгерского королевства на сторону Анжуйской династии встал Павел I Шубич, объявивший себя в 1293 году баном Хорватии. Так как Павел Шубич был женат на дочери Стефана Драгутина Урсуле, то семейные связи заставили боснийского бана Степана Которомана поддержать коронацию Карла Мартелла. Чтобы увеличить своё влияние, Карл Мартелл издал большое число указов, раздающих земли Котороманича мелким дворянам. В результате Павел Шубич лишил Степана Которомана власти в Боснии. В 1312 году он умер, и «господарем всей Боснии» стал его сын Младен II Шубич. Когда в 1314 году умер Котроман, его вдова Елизавета предпочла бежать вместе с детьми в Дубровницкую республику.
В конце XIII и примерно в первой четверти века, вплоть до битвы Блиска боснийский Банат находился под властью хорватских банов из рода Шубичей. После поражения в битве при Блиске Младен II был взят в плен Карлом I, который увез его в Венгрию, что послужило толчком к восстановлению династии Котроманичей. Степан (II) Котроманич был боснийским баном с 1314 года, но на самом деле с 1322 по 1353 год вместе со своим братом Владиславом Котроманичем в 1326—1353 годах.

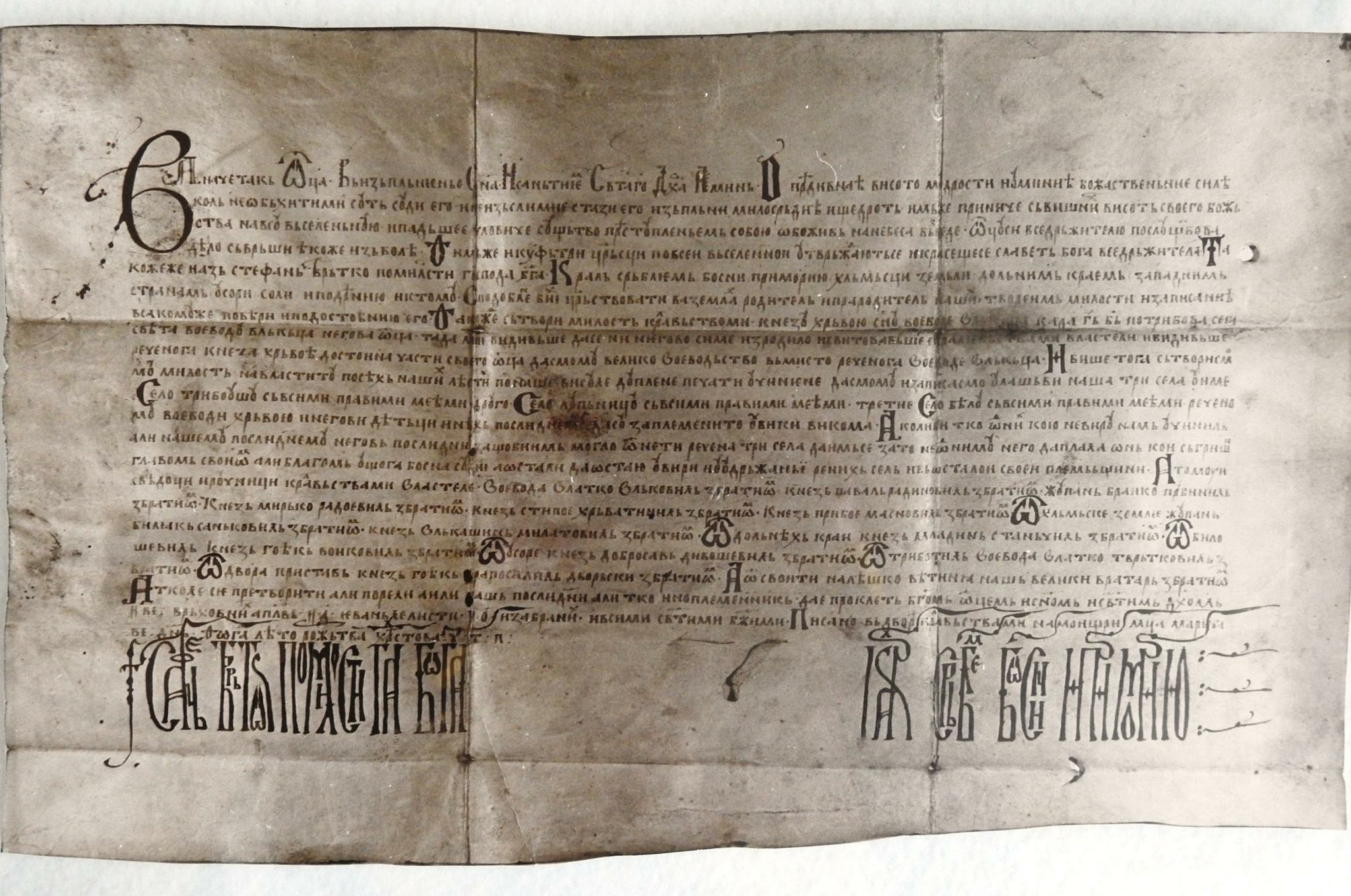
Хартия короля Твртко I Котроманича, написанная в Моштре

К 1326 году, бан Степан Котроманич напал на Сербию в военном союзе с Республикой Рагуза и завоевал Захумлье (или Хум), завоевав большую часть побережья Адриатического моря, от устья Неретвы до Конавле, с областями значительного православного населения под Охридским архиепископством и смешанным православным и католическим населением в прибрежных районах и вокруг Стона. Он также распространился на хорватское Завршье, включая поля Гламоч, Дувно и Ливно. Сразу после смерти сербского короля Стефана Уроша II Милутина в 1321 году у него не было проблем с приобретением земель Усора и Соли, которые он полностью включил в 1324.
У Младена II было много противников как внутри страны, так и за её пределами, и постепенно он пришёл к мысли сделать своим наместником в Боснии сына покойного Степана Котромана, который был бы более приемлем для боснийской знати, чем Младен. В 1320 году баном Боснии стал Степан Котроманич. В 1322 году Младен II был арестован королём, и Степан (II) стал править без плотного постороннего контроля. Его правление прошло в войнах с хорватскими князьями, а также с соседней Сербией.
После смерти Степана (II) в 1353 году баном Боснии стал его 15-летний племянник Твртко I, который в 1377 году принял королевский титул. В начале своего личного правления молодой бан каким-то образом значительно увеличил свою власть. Хотя он постоянно подчеркивал свое подчинение королю, Твртко начал рассматривать лояльность дворян Доньи Краи Людовику как предательство против него самого. В 1363 году между ними вспыхнул конфликт. К апрелю, венгерский король начал собирать армию. Армия, возглавляемая самим Людовиком, напала на Доньи Краи, где дворянство разделилось в своей лояльности между Твртко и Людовиком. Месяц спустя армия во главе с Палатином Венгрии Миклошом Контом и архиепископом Эстергома Николаем Апати нанесла удар по Усоре . Влатко Вукославич дезертировал к Людовику и сдал ему важную крепость Ключ, но Вукач Хрватинич сумел защитить крепость Сокоград в жупе Плива, вынудив венгров отступить. В Усоре, крепость Сребреник выдержала «массированную атаку» королевской армии, которая испытала смущение, потеряв королевскую печать. Успешная оборона Сребреника ознаменовала первую победу Твртко над венгерским королем.

## Экономика
Второй боснийский правитель бан Кулин укрепил экономику страны посредством договоров с Дубровником в 1189 году и Венецией. Хартия бан Кулина была торговым соглашением между Боснией и Республикой Рагуза, которое эффективно регулировало торговые права Рагузы в Боснии, написанное 29 августа 1189 года. Это один из старейших письменных государственных документов на Балканах и один из старейших исторических документов, написанных в босанчице.
Экспорт металлических руд и изделий из металла (главным образом серебра, меди и свинца) составлял основу боснийской экономики, так как эти товары наряду с другими, такими как воск, серебро, золото, мед и сыромятная кожа, перевозились через Динарские Альпы к морскому побережью через Наренту, где их покупали главным образом Республики Рагуза и Венеция.

## Религия
Христианские миссии, исходящие из Рима и Константинополя, начали проникать на Балканы в IX веке, христианизируя южных славян и устанавливая границы между церковными юрисдикциями Римского и Константинопольского престолов. Раскол между Востоком и Западом привел затем к установлению католицизма в Хорватии и большей части Далмации, в то время как восточное православие стало преобладать в Сербии. Лежащая между ними горная Босния номинально находилась под властью Рима, но католицизм так и не утвердился окончательно из-за слабой церковной организации и плохих коммуникаций. Таким образом, средневековая Босния оставалась "нейтральной территорией между вероисповеданиями", а не местом встречи двух церквей, что привело к уникальной религиозной истории и возникновению "независимой и несколько еретической церкви".
В то время как Босния оставалась по крайней мере номинально католической в эпоху Высокого Средневековья, епископ Боснии был местным клириком, избранным боснийцами и затем посланным к архиепископу Рагузы исключительно для рукоположения. Хотя папство уже настаивало на использовании латыни в качестве богослужебного языка, боснийские католики сохранили церковнославянский язык. Орден францисканцев прибыл в Боснию во второй половине XIII века, стремясь искоренить учение боснийской церкви. Первое францисканское викариатство в Боснии было основано в 1339/40 году. Стефан II Котроманич сыграл важную роль в создании викариата. К 1385 году. у них было четыре монастыря: Олово, Миля, Кралева Сутеска и Лашва.